# Октябрьский район (Курган)
Октя́брьский райо́н — один из трёх бывших районов города Кургана, существовал в 1962—1991 годах. Был расположен в восточной части города.

## История
12 мая 1955 года были образованы Центральный и Промышленный районы города Кургана. 8 мая 1956 года районы были упразднены.
Указом Президиума Верховного Совета РСФСР от 26 июня 1962 года были образованы Октябрьский и Советский районы. Постановлением бюро Курганского обкома КПСС от 29 июня 1962 года были образованы Октябрьский и Советский районные комитеты Коммунистической партии Советского Союза. Первые районные партконференции состоялись 16 июля 1962 года. Октябрьский райком КПСС стал преемником упразднённого Промышленного райкома КПСС.
6 августа 1979 года в административное подчинение Октябрьского райисполкома г. Кургана включён Глинский сельсовет (с. Глинки, п. Затобольный, п. Кирпичики (17 августа 1981 исключён из учётных данных как сселившийся), п. Утяк, д. Храпова, д. Шепотково).
Первомайский район образован в соответствии с Указом Президиума ВС РСФСР от 20 октября 1980 года за счёт разукрупнения Октябрьского и Советского районов.
28 июня 1989 года в административное подчинение Октябрьского райисполкома г. Кургана включён выделенный из Глинского сельсовета Утякский сельсовет (ст. Утяк, п. СМП-531, п. ПМС-172, платформа 2372, 2373, 2381 км.)
Все три райкома упразднены постановлением бюро Курганского обкома КПСС от 15 октября 1990 года. Функции райкомов были переданы Курганскому горкому КПСС.
Все три района упразднены 1 декабря 1991 года.

## География
Границы Советского района после создания Первомайского района:
- С Первомайским районом: от северной границы города по улице Лескова и южной окраине частных домов по улице Салавата Юлаева посёлка Рябково до улицы Чернореченской, по улице Чернореченской, проспекту Машиностроителей, улице Пролетарской и улице Коли Мяготина до перекрёстка с улицей Ленина.
- С Советскским районом: по улице Ленина от перекрёстка с улицей Коли Мяготина до дамбы на реке Тобол и далее по автомобильной дороге (ныне шоссе Тюнина) до южной границы города (развилка дорог на Звериноголовское и Половинное, в 1989 году там установлен Мемориальный комплекс 32-го лыжного полка).

На территории Октябрьского района находились восточная окраина исторического центра города, посёлки Тихоновка (ул. Уральская), Смолино, Учхоз, Камчиха, Восточный, Малое Чаусово, Вороновка, Копай (ул. Полевая площадь), Мелькомбината, Кургансельмаша, Швейной фирмы, Птицефабрики (просп. Маршала Голикова), Птицекомбината (ул. Некрасова).

## Инфраструктура
Промышленные объекты: Кургансельмаш (ул. Куйбышева, 144), Курганский арматурный завод (ул. Химмашевская, 18), Курганхиммаш (ул. Химмашевская, 16), «Корвет» (ул. Бурова-Петрова, 120), Курганский винодельческий завод (ул. Омская, 163а), Дрожзавод (ул. Куйбышева, 122), Мелькомбинат (ул. Куйбышева, 157), Швейная фирма «Лодия» (ул. Карла Маркса, 149), Курганская трикотажная фабрика (ул. Промышленная, 33), Птицефабрика (Инкубатор), Курганский птицекомбинат (ул. Некрасова, 15), железнодорожный остановочный пункт 2364 км, железнодорожная станция Камчиха, аэропорт.
Парки: Молодёжный сквер.
Учреждения культуры: Курганская городская библиотека имени В. В. Маяковского (ул. Пролетарская, 41), Курганский областной художественный музей (ул. Максима Горького, 129), Курганский авиационный музей (ул. Гагарина, 41), Курганская областная филармония (ул. Ленина, 2а),  театр кукол «Гулливер» (ул.Советская, 104), Дворец культуры Кургансельмаш (ул. Куйбышева, 144а), Дворец культуры машиностроителей (ул. Карла Маркса, 70), кинотеатры: «Звездный» (ул. Пролетарская, 40а), «Мир» (ул. Гагарина, 1), радиокомитет (ул. Советская, 105).
Спортивные сооружения: стадион «Труд» (с 1984 года — «Центральный»), Дворец спорта профсоюзов «Спартак» (ул. Гоголя, 135).
Культовые сооружения: церковь Святого Духа (пер. Малый, 12), религиозное общество Русской православной церкви зарегистрировано 25 апреля 1963 года. 
Кладбища: старое Рябковское кладбище, новое Рябковское кладбище, Мало-Чаусовское кладбище.
Октябрьский райком КПСС и райисполком находились по адресу: ул. Максима Горького, 132; ныне в здании располагается Инспекция Федеральной налоговой службы по городу Кургану.